# Theotokos Mouchliotissa

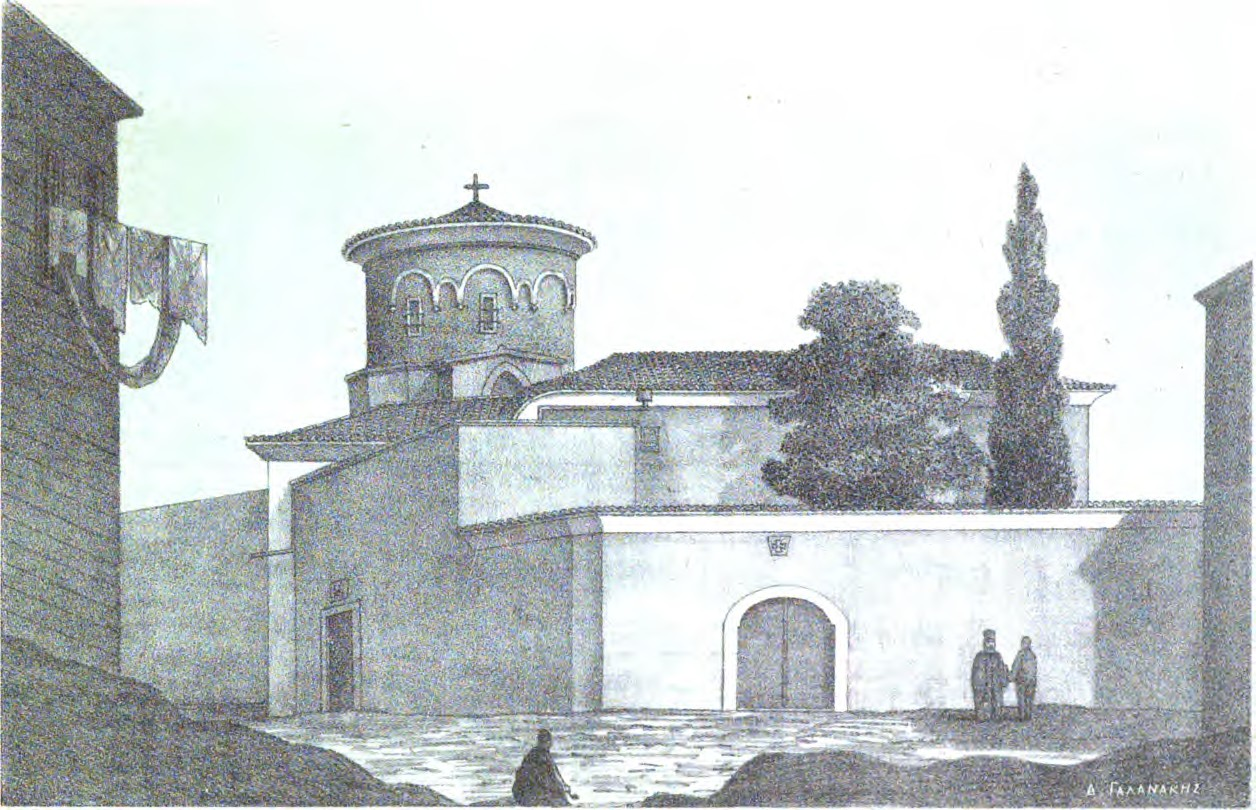
Ansicht der Kirche von 1877

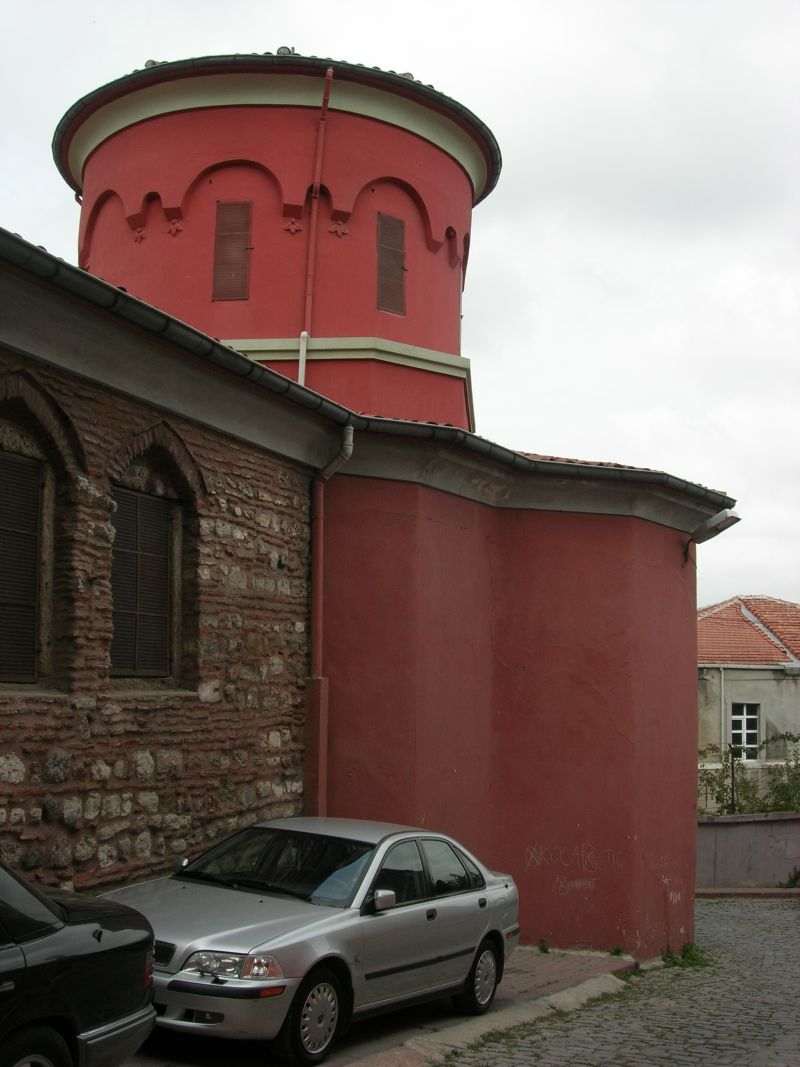
Aussenaufnahme mit Mittelturm

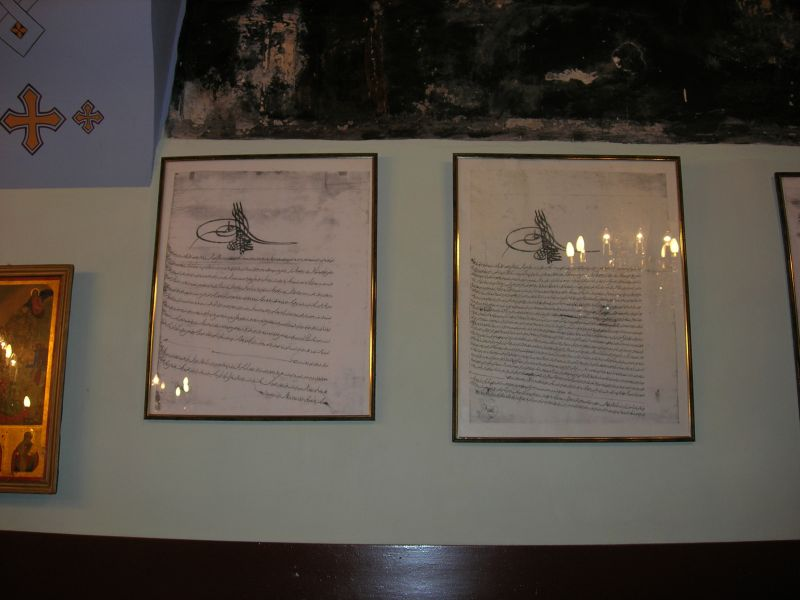
Die Fermane (Dekrete) von Mehmet II.

Die Kirche der Theotokos Mouchliotissa (zu deutsch „Gottesgebärerin von den Mongolen“) ist eine byzantinische Kirche in Istanbul. Sie ist ein griechisch-orthodoxer Sakralbau, der nach der Eroberung Konstantinopels durch die Osmanen nicht zerstört oder in eine Moschee umgewidmet wurde.

## Architektur
Die Kirche befindet sich im Istanbuler Stadtviertel Phanar und wurde vermutlich zwischen 1281 und 1285 errichtet. Die Kirche besitzt einen asymmetrischen Grundriss, das herausragendste architektonische Merkmal ist der Mittelturm mit Kuppel, an dessen Rändern sich vier Konchen mit je drei Nischen befinden. Die Südseite der Kirche wurde später erweitert, um ein Kreuzgewölbe zu bilden. Eine Apsis Richtung Osten ist erhalten geblieben, von einer zweiten, nordwärts gelegenen, existieren nur noch Überreste. Die Quellenlage deutet darauf hin, dass die Theotokos Mouchliotissa auf den Resten einer älteren Klosteranlage – die der Gottesgebärerin (Theotokos Pammakaristos) gewidmet und in der Zeit des Lateinischen Kaiserreichs zerstört worden war – errichtet wurde.

## Geschichte
Der Bau wurde von der Prinzessin Maria Despina Palaiologina gestiftet, einer unehelichen Tochter des byzantinischen Kaisers Michael VIII. Als die Mongolen in der Mitte des 13. Jahrhunderts nach Europa zogen, versuchte Michael VIII. diese durch Heiratspolitik zu Verbündeten zu machen. Eine Tochter hatte er bereits mit dem Khan der Goldenen Horde verheiratet, die Prinzessin Maria wurde mit Hülägü Khan verlobt, einem Enkel Dschingis Khans und Herrscher über das Ilchanat Persien. Die lange Verlobungszeit führte schließlich dazu, dass Hülägü noch vor der Hochzeit starb. Er vermachte seine Ehefrau in spe seinem Sohn Abaqa, der diese dann auch ehelichte.
Abaqa wurde von einem seiner Brüder ermordet. Der Attentäter betrachtete Prinzessin Maria als Teil seines Erbe, woraufhin sie nach Konstantinopel zu ihrem Vater floh. Dieser versuchte jedoch abermals, sie mit einem Mongolen-Khan zu verheiraten, um sein Reich vor den mongolischen Eroberungszügen zu schützen. Prinzessin Maria widersetzte sich den Plänen Michaels – sie zog sich als Nonne zurück und gründete die Kirche der Thetokos Mouchliotissa nebst dem zugehörigen Konvent.
Warum die Theotokos Mouchliotissa von den Osmanen verschont wurde, ist unklar. Eine These besagt, dass Sultan Mehmed II. die Kirche dem griechischen Architekten Christodoulos schenkte, der die Eroberer-Moschee in Istanbul erbaut hatte. Andere Spekulationen zielen auf die Ehe von Maria Palaiologos mit Abagu Khan ab – die Osmanen waren Nachkommen eines nomadischen Reitervolkes (hatten also eine ähnliche Abstammung wie die Mongolen) und verschonten daher die Kirche, die von einer mongolischen Königin erbaut worden war. Tatsache ist – unabhängig von der Ursache – dass Sultan Mehmed II. der Kirche der Theotokos Mouchliotissa den Weiterbestand erlaubte. Der damals erlassene Ferman wird nach wie vor in der Kirche aufbewahrt.

## Kunst
In der Kirche befinden sich die Reste eines Gemäldes des Jüngsten Gerichts, vielleicht von Modestos um 1266 geschaffen. Aus dem 11. Jahrhundert stammt eine Mosaikikone der Gottesgebärerin. Vier weitere Ikonen werden in das 13. und 14. Jahrhundert datiert.